# Pilumnopeus serratifrons
Pilumnopeus serratifrons is een krabbensoort uit de familie van de Pilumnidae. De wetenschappelijke naam van de soort is voor het eerst geldig gepubliceerd in 1856 door Kinahan.